# Quartier Saint-Georges (Paris)
Das Quartier Saint-Georges ist das 33. der 80 Quartiers (Stadtviertel) von Paris im 9. Arrondissement.

Die Stadtviertel im 9. Arrondissement

## Lage
Der Verwaltungsbezirk im 9. Arrondissement von Paris wird von folgenden Straßen begrenzt:
- Westen: Rue d’Amsterdam
- Norden: Boulevard de Clichy
- Osten: Rue des Martyrs
- Süden: Rue Saint-Lazare

## Namensursprung
Das Viertel erhielt seinen Namen zu Ehren des Heiligen Georgs, wohl weil es hier auch die Rue Saint-Georges und den Place Saint-Georges gibt.

## Sehenswürdigkeiten

### Sehenswerte Anlagen
- Place Saint-Georges
- Square d'Orléans
- Cité Malesherbes

### Sakralbauten
- Église de la Sainte-Trinité de Paris
- Église Notre-Dame-de-Lorette de Paris Église Notre-Dame-de-Lorette de Paris

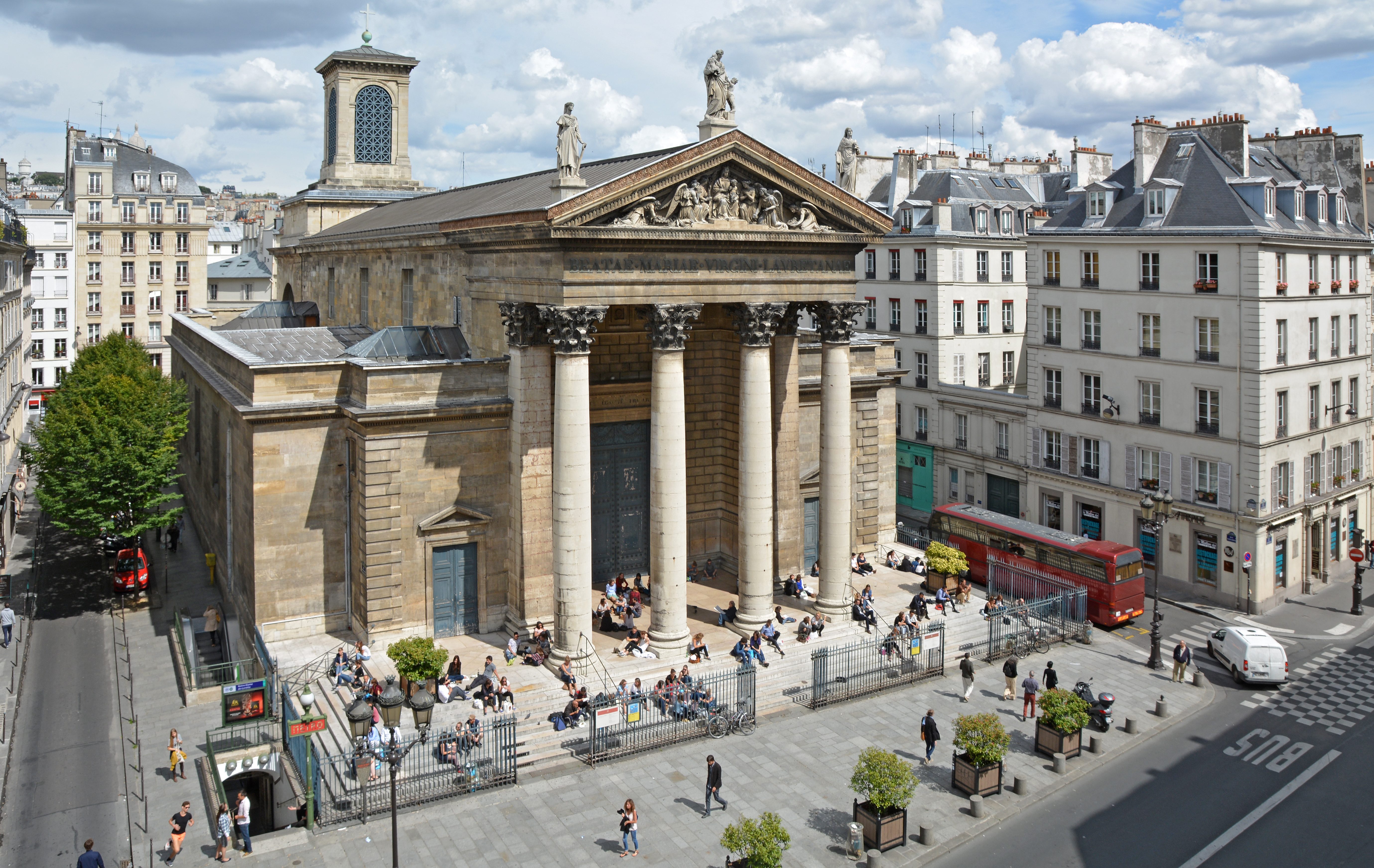
Église Notre-Dame-de-Lorette de Paris

- Église évangélique allemande de Paris
- Chapelle Sainte-Rita

### Museen

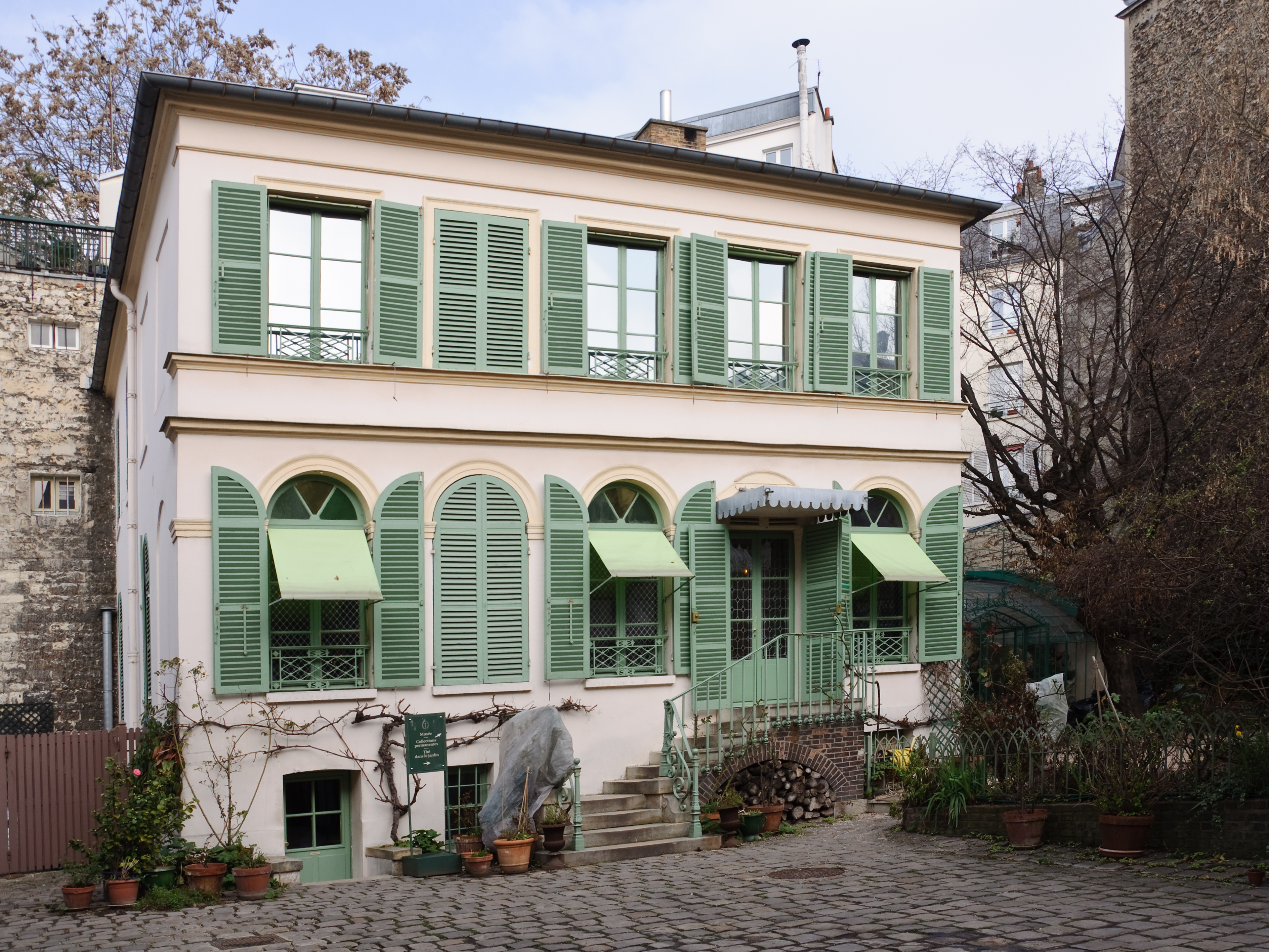
Musée de la vie romantique

- Musée Gustave Moreau
- Musée de la Vie romantique Musée de la vie romantique

### Theater
- Théâtre Saint-Georges
- Théâtre de Paris
- Théâtre de l'Œuvre
- Théâtre La Bruyère
- La Petite Loge
- Théâtre Fontaine
- Casino de Paris
- Comédie de Paris
- Bus Palladium